# Persicaria perfoliata
Persicaria perfoliata (basónimo Polygonum perfoliatum) es una especie de planta en la familia Polygonaceae. Algunos nombres comunes son cola del diablo, linterna del diablo y escudo del diablo. Es una enredadera anual rastrera herbácea con tallos con púas y hojas triangulares.

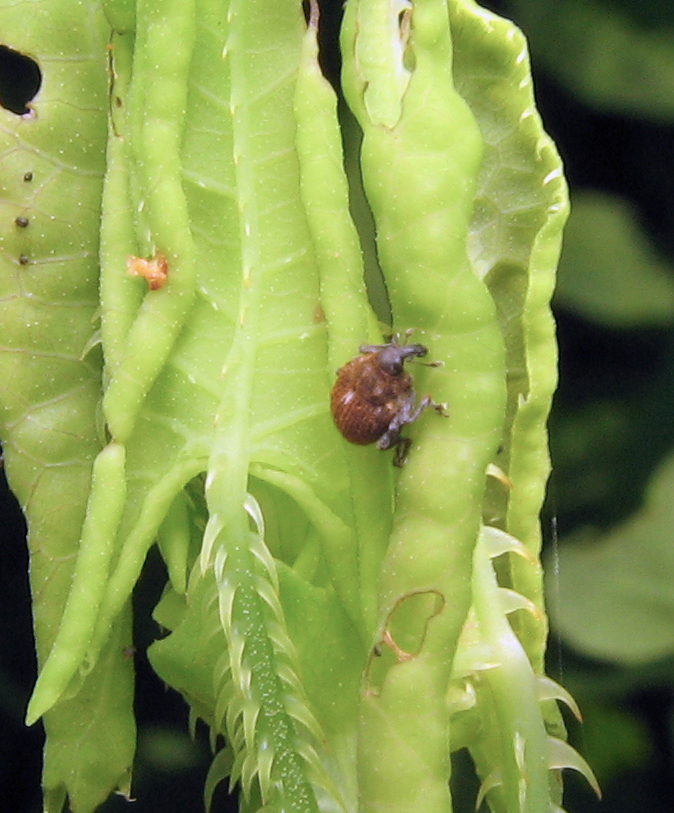
Rhinoncomimus latipes aliméntandose de P. perfoliata en Pensilvania.

## Descripción
Persicaria perfoliata tiene un tallo rojizo que está munido de ganchos o púas que apuntan hacia abajo que también están presentes en la parte inferior de las láminas de las hojas. Las hojas de color verde claro tienen la forma de un triángulo equilátero y se alternan a lo largo de los tallos estrechos y delicados. Distintivas estructuras de hojas circulares, en forma de copa, llamadas ócreas, rodean el tallo a intervalos. Los capullos, y más tarde las flores y los frutos, emergen del interior de los ocreas. Las flores son pequeñas, blancas y generalmente discretas. Los frutos comestibles son atractivos, de color azul metálico y segmentados, cada segmento contiene una sola semilla brillante, negra o rojiza-negra.

## Distribución
Es originaria de la mayor parte del este templado y tropical de Asia, y se encuentra en el este de Rusia y Japón en el norte, y la distribución se extiende hasta las Filipinas y la India en el sur. P. perfoliata es una maleza muy invasiva y agresiva. En Norteamérica se ha introducido el gorgojo Rhinoncomimus latipes desde el año 2004 como control biológico.

## Hábitat
Persicaria perfoliata prefiere áreas abiertas cálidas, a lo largo de los bordes de bosques, humedales, riberas de arroyos y bordes de carreteras, y campos abiertos sin cultivar, áreas boscosas densas donde el piso superior se encuentra despejado aumentando la luz del sol que llega al suelo del bosque. Las áreas naturales como riberas de arroyos, parques, espacios abiertos, arcenes de caminos, bordes de bosques y líneas de cerca son sectores típicos donde se puede encontrar P. perfoliata . También habita en ambientes muy húmedos con una estructura de suelo pobre.
La luz disponible y la humedad del suelo son fundamentales para la colonización exitosa de esta especie. Tolera la sombra durante una parte del día, pero necesita un buen porcentaje, 63-100% de la luz disponible. La habilidad de P. perfoliata para adherirse a otras plantas con sus púas curvadas y trepar por encima de las plantas para alcanzar un área de alta intensidad de luz es la clave de su supervivencia. Puede sobrevivir en áreas con humedad del suelo relativamente baja, pero demuestra una preferencia por suelos de humedad elevada.

## Comestibilidad
Persicaria perfoliata es una especie comestible. Sus hojas tiernas y brotes se pueden comer crudas o cocidas como ensalada verde o vegetal y su fruto es dulce y se puede comer fresco.

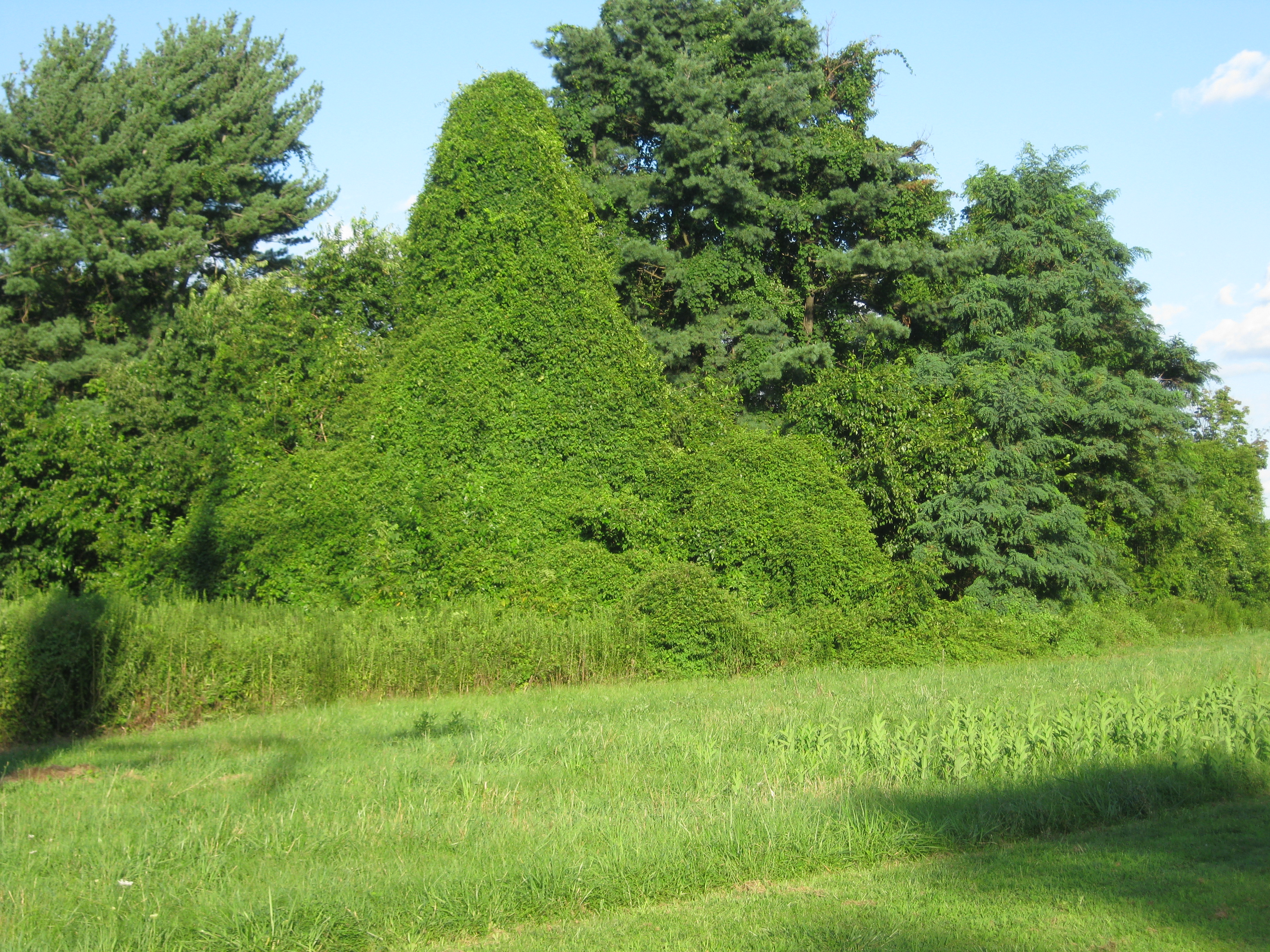
P. perfoliata en Pensilvania, donde es una planta invasora.

## Reproducción y propagación
Persicaria perfoliata es principalmente una planta autopolinizante (con sus flores cerradas, discretas y con poco olor), con cruces ocasionales. Las frutas y las semillas viables se producen sin la ayuda de los polinizadores. La propagación vegetativa de las raíces no ha tenido éxito en esta planta. Es una anual muy tierna, marchitándose con una ligera helada, y se reproduce con éxito hasta la primera helada. P. perfoliata es una sembradora prolífica, que produce muchas semillas en una sola planta durante una temporada larga, de junio a octubre en Virginia Estados Unidos, y una temporada ligeramente más corta en áreas geográficas más al norte. Puede cubrir hasta 9 m en una sola temporada, tal vez incluso más en el sur de los Estados Unidos.
Las aves son probablemente los principales agentes de dispersión a larga distancia de P. perfoliata. Se ha observado transporte de semillas a distancias cortas por especies de hormigas nativas. Esta actividad probablemente se ve favorecida por la presencia de un cuerpo alimenticio blanco diminuto (elaiosoma) en la punta de la semilla que puede resultar atractivo para las hormigas. Las hormigas portadoras de semillas pueden jugar un papel importante en la supervivencia y germinación de las semillas de P. perfoliata. Las poblaciones de aves locales son importantes para la dispersión debajo de las líneas de servicios públicos, comederos para pájaros, cercas y otros lugares donde se posan. Otros animales que se observan comiendo sus frutos son las ardillas listadas, la ardilla y el venado.
El agua también es un modo importante de dispersión. Sus frutos pueden permanecer flotando durante 7 a 9 días, una ventaja importante para la dispersión de semillas a largas distancias en entornos de arroyos y ríos. Las largas enredaderas cuelgan con frecuencia sobre los cursos de agua, permitiendo que los frutos que se desprenden sean arrastrados por la corriente de agua.